# Gurubira tristis
Gurubira tristis là một loài bọ cánh cứng trong họ Cerambycidae.